# Isthmura naucampatepetl
Espèce
Synonymes
- Pseudoeurycea naucampatepetl Parra-Olea, Papenfuss & Wake, 2001

Statut de conservation UICN

 CR B1ab(iii,v) : 
En danger critique
Isthmura naucampatepetl est une espèce d'urodèles de la famille des Plethodontidae.

## Répartition
Cette espèce est endémique du Veracruz du Mexique. Elle se rencontre de 2 500 à 3 000 m d'altitude sur le Cerro Volcancillo et le Cerro Cofre de Perote.

## Étymologie
Le nom spécifique naucampatepetl vient du Nahuatl et désigne la localité type, le Cerro Cofre de Perote.

## Publication originale
- Parra-Olea, Papenfuss & Wake, 2001 : New species of lungless salamanders of the genus Pseudoeurycea (Amphibia: Caudata: Plethodontidae) from Veracruz, Mexico. Scientific Papers Natural History Museum, University of Kansas, vol. 20, p. 1-9 (texte intégral).